# Schnellbomber

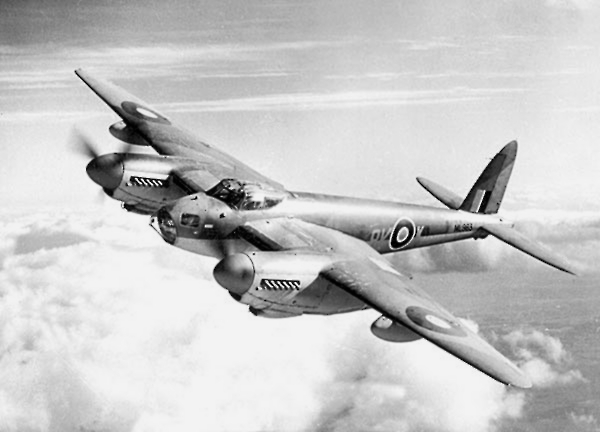
De Havilland Mosquito.

Un Schnellbomber (en allemand bombardier rapide), dans l'histoire de l'aviation, est un type de bombardier qui, pour survivre face à la chasse ennemi, compte sur sa vitesse et non sur son blindage ou son armement défensif, qui sont soit absents, soit réduits au minimum.

## Concept
Le concept est développé par les Allemands au cours des années 1930, et devient un pivot de la doctrine de la Luftwaffe pendant la Seconde Guerre mondiale. Le principe est le suivant : si un bombardier peut être plus performant (en vitesse et en vitesse ascensionnelle) que les chasseurs que l'ennemi peut envoyer à sa poursuite, il n'aura besoin ni de blindage, ni d'armement défensif. Et l'absence de ces derniers, en permettant une économie de poids et de traînée aérodynamique, rend précisément possible le fait de construire un avion très rapide. De plus, il n'a pas non plus besoin d'être escorté par des chasseurs. Ce concept s'oppose donc à celui développé par les Américains à la même époque, et qui est incarné par les B-17 et B-24 : des bombardiers lourds, relativement lents, mais équipés de nombreuses mitrailleuses et évoluant en formation pour assurer une défense face à la chasse ennemie. Hitler est séduit par le concept de Schnellbomber. Au démarrage de la Seconde Guerre mondiale, l'Allemagne dispose uniquement de bombardiers conçus selon ce principe.

## Implémentation et difficultés
La principale difficulté avec le concept de Schnellbomber est que, dans les années 1930 et 1940, les performances des avions évoluent d'année en année. Ainsi, un avion conçu selon ce principe devient très rapidement obsolète. Le Dornier Do 17, qui fait son premier vol en 1934, remplit avec succès ce rôle pendant la Guerre d'Espagne. Mais il est très vite dépassé. Le Junkers Ju 88, développé en remplacement, fait son premier vol en 1937, sa vitesse maximale à 5 300 m est de 470 km/h mais lorsque débute la Seconde Guerre mondiale, il n'est déjà plus un avion particulièrement rapide.
Les Soviétiques, qui ont adopté eux aussi ce concept, sont confrontés à la même situation avec leur Tupolev SB : construit en masse pendant la seconde moitié des années 1930, utilisé avec succès en Espagne, il n'est plus assez rapide pour échapper aux chasseurs à la fin des années 30 et subit de lourdes pertes pendant la guerre d'Hiver.
Ironiquement, ce concept né en Allemagne a été implémenté avec le plus de succès par les Britanniques avec le De Havilland DH.98 Mosquito. Il entre en service en 1941 et ce n'est qu'à l'extrême fin de la guerre qu'il perd son avantage de vitesse, face au Messerschmitt Me 262 à réaction.

## Liste de bombardiers conçus selon ce principe
- Lioré et Olivier LeO 451
- Dornier Do 17
- Junkers Ju 88
- Junkers Ju 288
- Breda Ba.88
- Tupolev SB
- de Havilland Mosquito
- Mitsubishi G3M
- Focke-Wulf Ta 154 Moskito